# Pinus heldreichii
Pinus heldreichii, por vezes referido por lorica, é uma espécie de pinheiro originária do Velho Mundo, mais precisamente da região da Europa e Mediterrâneo.

## Descrição
Pinus heldreichii foi descrito por Konrad Hermann Heinrich Christ e publicado em Verhandlungen der Naturforschenden Gesellschaft in Basel 3: 549. 1863.

## Etimologia
Pinus: nome genérico dado em latim ao pinheiro.
heldreichii: epíteto outorgado em honra do botânico suíço Theodor Heinrich von Heldreich

## Sinonímia
- Pinus laricio var. heldreichii (H.Christ) Mast.
- Pinus laricio var. leucodermis (Antoine) H.Christ
- Pinus laricio var. pindica (Formánek) Mast.
- Pinus leucodermis Antoine
- Pinus nigra var. leucodermis (Antoine) Rehder
- Pinus pindica Formánek[3][4]